# Hr.Ms. O 22 (1940)
De Hr.Ms. O 22 was een Nederlandse onderzeeboot van de O 21-klasse. De bouw van de schepen van de O 21-klasse vond plaats aan de vooravond van de Duitse aanval op Nederland in 1940. De O 22 stond aanvankelijk gepland als K XXII, zij was bestemd als onderzeeboot voor Nederlands-Indië. De K staat namelijk voor "koloniën". Al tijdens de bouw, door de Vlissingse scheepswerf Koninklijke Maatschappij de Schelde, werd de naam van de onderzeeboot gewijzigd naar O 22.

## De O 22 tijdens WOII
Bij de Duitse aanval op Nederland in 1940 was de O 22 nog niet volledig afgebouwd. Wel had hij al enkele proefvaarten gemaakt. Samen met de O 21 maakte de O 22 in de avond van 10 mei 1940 de overvaart van Vlissingen naar het Verenigd Koninkrijk. Deze overtocht vond plaats onder begeleiding van het bewakingsvaartuig BV 37. De BV 37 was de door de Nederlandse marine in beslag genomen sleepboot De Schelde. Tijdens de overtocht naar het Verenigd Koninkrijk hadden de O 22 en de O 21 geen wapens aan boord, dus geen torpedo's en geen munitie voor het dekkanon. In de ochtend van 11 mei 1940 bereikten de drie schepen de Downs. Omdat de overtocht in alle haast moest plaatsvinden waren er geen kaarten beschikbaar, dus moest de navigatie naar de Downs gebeuren aan de hand van een oude Duitse Fischereikarte die op het laatste moment was afgenomen van een Groningse kustvaarder.
In eerste instantie was Portsmouth de thuishaven voor de O 22, maar na de val van Frankrijk werd deze haven niet langer als veilig beschouwd en werden de O 22 samen met de andere Nederlandse onderzeeboten van Portsmouth overgeplaatst naar Dundee.
Vanuit Dundee voerde de O 22 patrouilles uit voor de Noorse kust. Tijdens deze patrouilles kreeg ze tweemaal een Duitse onderzeeboot in zicht, maar ze kon geen succesvolle aanval plaatsen. De eerste keer misten de torpedo's het doel en de tweede keer was de Duitse onderzeeboot te ver weg voor een succesvolle aanval. In totaal voerde de O 22 vijf patrouilles uit vanuit Dundee. Tijdens geen van deze patrouilles kon de O 22 een vijandig schip tot zinken brengen. Op 5 november 1940 vertrok de O 22 op haar vijfde patrouille vanuit Dundee, van deze patrouille keerde zij nooit terug.

## Het wrak
Het wrak is op 13 augustus 1993 door een Noors schip op de locatie 57° 55' NB - 05° 31' OL gevonden, ongeveer 40 zeemijl zuidwest van de Noorse kust op een diepte van 180 meter. Op 2 november 1996 werd door de Nederlandse marine op de locatie van het wrak een ceremonie ter ere van de overledenen gehouden. Er zijn verschillende scenario's mogelijk die het zinken van de O 22 kunnen verklaren. Tijdens de vaart van of naar haar patrouillegebied kan ze op een op drift geslagen Duitse zeemijn zijn gevaren. Omdat het wrak van de O 22 er intact uitziet is hij mogelijk gezonken als gevolg van een technisch probleem.

## Memorial
In Dundee staat een hardstenen gedenkteken met de namen van de 46 bemanningsleden van de O 22. Drie van hen waren van de Royal Navy en hadden de Britse nationaliteit.
| Bemanning       | Bemanning                 | Bemanning            |
| --------------- | ------------------------- | -------------------- |
|                 | Jan Willem Ort commandant |                      |
| Ch. Aartsen     | H. de Groot               | P.M. Oudendijk       |
| J. C. Baljé     | J. T. Hancock             | J. van der Plas      |
| A. de Best      | J.A. Van ‘t Hof           | R. Polman            |
| J. Blaauw       | J.W. Van Hoorn            | W.S.J. A. Prins      |
| H. D. Blommert  | Th.H. van Huet            | J. Rademaker         |
| P. Brinkman     | J.J. van Iterson          | C.P.A. de Ruijsscher |
| M. Bronke       | M.R. Jackson              | D.W. Spraakman       |
| C. Broodman     | C.J. Jens                 | G.J.C. Stolk         |
| G. de Bruijn    | G.S. Kuster               | F.A. Tours           |
| J. Carruthers   | G.D. Kwast                | J.W. Udink           |
| C. van Dongen   | H. Meerbeek               | J.J. Venema          |
| P.B. Duin       | M.H. Meijer               | J.J.H. Walbeek       |
| A. Duine        | F.N. van Mil              | P. van der Werf      |
| J.H. van Ginkel | J.C. Mosterdijk           | B.H. Wiedeler        |
| W.J.R. Gommers  | J. Nuijen                 | B. Wolven            |